# イアン・ハミルトン・グラント
イアン・ハミルトン・グラント（Iain Hamilton Grant,
1963年-）は、イギリスの哲学者。ウォーリック大学で博士号を取得後、現在は西イングランド大学ブリストル校の上級講師。研究分野は次の通り。ヨーロッパ哲学、特に哲学的観念論、現代哲学、科学史・科学哲学、技術哲学、身体の哲学、人間の自律化、物理的なものとの関連における社会科学・文化学。彼は近年発生した哲学潮流である思弁的実在論としばしば関連付けられる。
グラントは当初、フランスの哲学者ジャン・ボードリヤールとジャン=フランソワ・リオタールの翻訳者として知られていた。独立した哲学者として評価されるようになったのは、『Philosophies of Nature After Schelling』（2006年）の出版によってである。この著作にて、グラントは哲学者たちの「プラトニズムを逆転」させようとする試みを強く批判しており、むしろカントを逆転するべきだと主張している。彼は近年大陸哲学において倫理学と生命の哲学がもてはやされていることに批判的であり、人間をますます過剰に特権扱いしてしまうだけだと考える。こうした傾向に抗って、グラントは無機的な領域を新たな仕方で扱うべきだと提唱している。
グラントはプラトンとシェリングを彼の依拠する古典的哲学者として挙げており、アリストテレスとカントについては、両者とも現実を人間にとっての表現可能性に還元してしまう傾向を持つがゆえに一般的に反対している。グラントはまた、フランスの哲学者ジル・ドゥルーズの影響も受けている。グラントの主な研究対象はシェリングの自然哲学である。ただしその守備範囲は広く、古代から現代に至る自然哲学全般をカバーしている。

## 著作

### 単著
- Philosophies of Nature After Schelling (London and New York: Continuum, 2006)[3]

浅沼光樹訳、『シェリング以後の自然哲学』、人文書院、2023年。

### 翻訳
- Jean Baudrillard, Symbolic Exchange and Death, transl. by Iain Hamilton Grant (London: Sage, 1993).
- Jean-François Lyotard, Libidinal Economy, transl. by Iain Hamilton Grant (Bloomington: Indiana University Press, 1993).